# Hofanlage Blenhorster Straße 41

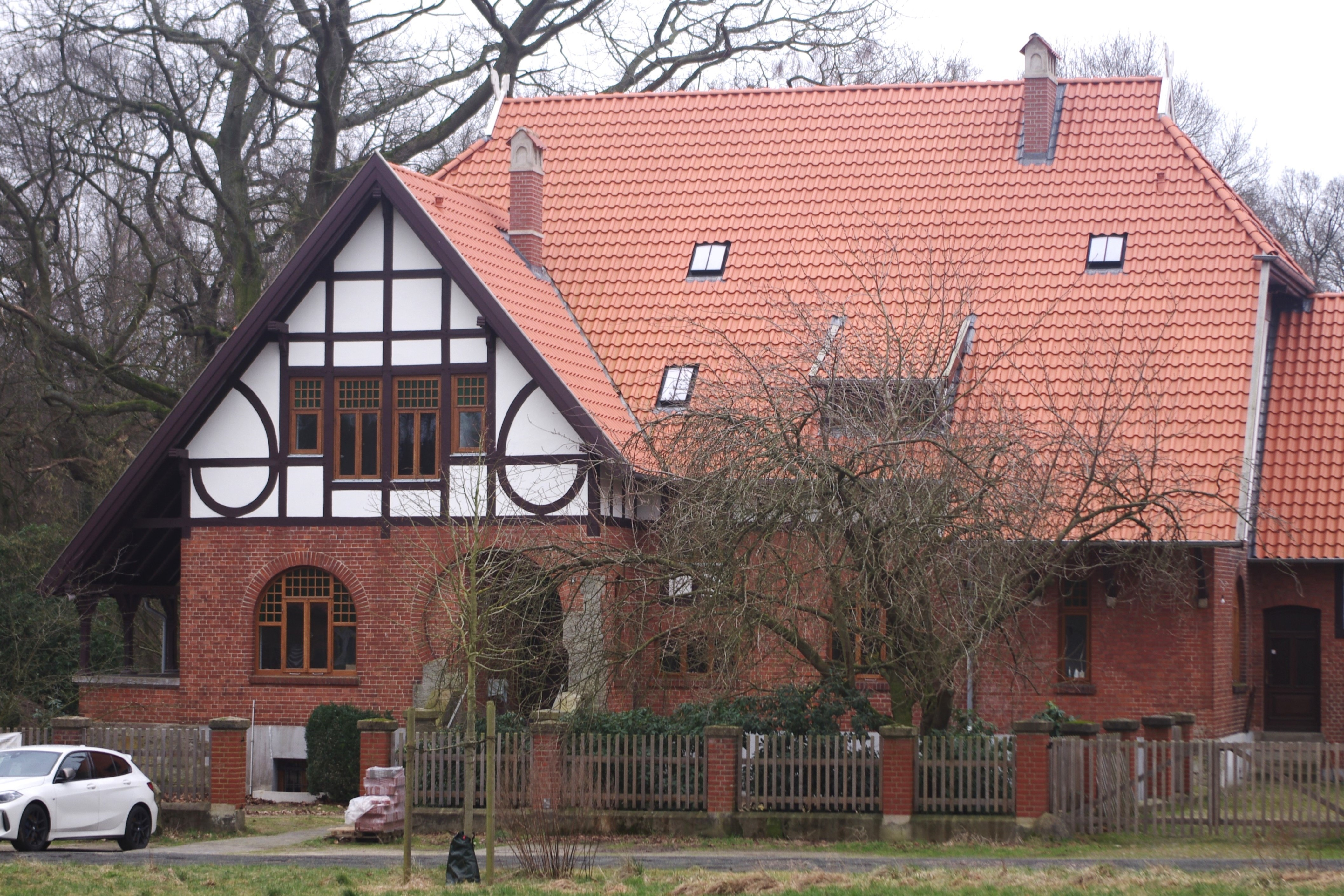
Wohnhaus, Balge, BlenhorsterStr. 41

Die Hofanlage Blenhorster Straße 41 in Balge-Blenhorst in der niedersächsischen Samtgemeinde Weser-Aue stammt aus dem 20. Jahrhundert.
Aktuell (2023) wird sie landwirtschaftlich genutzt.
Die Gebäude stehen unter Denkmalschutz (siehe auch Liste der Baudenkmale in Balge).

## Beschreibung
Die jüngere Hofanlage besteht aus:
- dem ein- und zweigeschossigen stark differenzierten massiven Wohnhaus von 1906 mit hohem Sockel, reetgedecktem Krüppelwalmdach mit Uhlenloch, den niedersächsischen Pferdeköpfen und einem Satteldach über dem Anbau sowie Giebeldreiecke in jugendstilhaften Zierfachwerken mit Putzausfachungen; eine alte Haustür und Treppenanlage sind ungestört erhalten,
- dem eingeschossigen westlichen ähnlichen Wirtschaftsteil in dezenterer Gestaltung,
- der massiven eingeschossigen langgestreckten Scheune von 1906 mit Drempel in Fachwerk, Krüppelwalmdach und Quereinfahrt,
- dem eingeschossigen Holzspeicher von 1906 mit Fachwerk-Drempelgeschoss
- und einem weiteren nicht denkmalgeschützten Nebengebäude.

Das Landesdenkmalamt befand: „geschichtliche Bedeutung … wegen seiner künstlerischen Bedeutung … und handwerklichen Gestaltung, insbesondere die dekorative Fassadengestaltung des Wohnhauses“.